# Вуни
Вунѝ (на гръцки: Βουνί) е село в Кипър, окръг Лимасол. Според статистическата служба на Република Кипър през 2001 г. селото има 136 жители.
Намира се на 7 km северно от Агиос Терапон. Вуни от гръцки език означава „ниска планина“.

## История
Първите данни за селото са от Средновековието, където на венециански карти то е обозначено като Вони. На сегашното местоположение на селото са се намирали още 3 по-малки. Те са се наричали Пера Вунин, Велонака и Аис Мамас. Унищожени са от черната смърт в Кипър през 1692 година. Главната църква на селото е кръстена на Агиос Йоанис Продромос (Йоан Кръстител), който според легендите е спасил Вуни.